# Horawce Ościewickie
Horawce Ościewickie – dawny folwark i kolonie. Tereny, na których leżały, znajdują się obecnie na Białorusi, w obwodzie witebskim, w rejonie miorskim, w sielsowiecie Zaucie.

## Historia
W czasach zaborów w powiecie dzisieńskim, w guberni wileńskiej Imperium Rosyjskiego.
W latach 1921–1945 folwark i kolonie leżały w Polsce, w województwie wileńskim, w powiecie dziśnieńskim, w gminie Mikołajów.
Według Powszechnego Spisu Ludności z 1921 roku zamieszkiwało:
- Horawce Ościewickie – folwark – 8 osób, wszystkie były wyznania prawosławnego i zadeklarowały polską przynależność narodową. Był tu 1 budynek mieszkalny[3]. W 1931 w 1 domu zamieszkiwała 1 osoba[4].
- Horawce Ościewickie I i II – kolonie – 30 osób, wszystkie były wyznania prawosławnego i zadeklarowały polską przynależność narodową. Był tu 6 budynków mieszkalnych[3]. W 1931 w 2 domach zamieszkiwało 16 osób[4].

Wierni należeli do parafii prawosławnej w Hryhorowiczach. Miejscowość podlegała pod Sąd Grodzki w Dziśnie i Okręgowy w Wilnie; właściwy urząd pocztowy mieścił się w Dziśnie.